# A letter home
A letter home is het 33e studioalbum van Neil Young. Het werd door Third Man Records op 19 april 2014 uitgebracht. Het hele album bestaat uit covers van onder andere Bruce Springsteen, Bob Dylan, Willie Nelson, Tim Hardin en Gordon Lightfoot. Het album is opgenomen in een gerenoveerde Voice-o-Graph uit 1947, een opnameapparaat geplaatst in een cabine die eruitziet als een telefooncel. Het idee is mede van Jack White, eigenaar van Third Man Records, en het apparaat staat in de studio in Nashville. Het openingswoord in het eerste nummer is gericht aan de in 1990 overleden moeder van Neil Young. 

## Nummers
| Nr. | Titel                       | Schrijver(s)        | Duur |
| --- | --------------------------- | ------------------- | ---- |
| 1.  | A letter home intro         |                     | 2:16 |
| 2.  | Changes                     | Phil Ochs           | 3:56 |
| 3.  | Girl from the north country | Bob Dylan           | 3:32 |
| 4.  | Needle of death             | Bert Jansch         | 4:57 |
| 5.  | Early morning rain          | Gordon Lightfoot    | 4:24 |
| 6.  | Crazy                       | Willie Nelson       | 2:16 |
| 7.  | Reason to believe           | Tim Hardin          | 2:47 |
| 8.  | On the road again           | Willie Nelson       | 2:23 |
| 9.  | If you could read my mind   | Gordon Lightfoot    | 4:04 |
| 10. | Since I met you baby        | Ivory Joe Hunter    | 2:13 |
| 11. | My hometown                 | Bruce Springsteen   | 4:08 |
| 12. | I wonder if I care as much  | The Everly Brothers | 2:29 |